# Črna na Koroškem
Črna na Koroškem (niem.: Schwarzenbach bei Prävali) – wieś w Słowenii, siedziba gminy Črna na Koroškem. Leży nad rzeką Meža. 1 stycznia 2017 liczyła 2 225 mieszkańców.